# L'Âge des empires et l'Avenir de la France
L'Âge des empires et l'Avenir de la France est un livre du sociologue français Raymond Aron paru en 1946.